# Def Rhymz
Dennis Bouman (Paramaribo, 3 de mayo de 1970-24 de marzo de 2024), conocido como Def Rhymz, fue un rapero surinamés-neerlandés. 

## Biografía
Un tío de Bouman, Lieve Hugo, fue un importante fundador del estilo musical kaseko. Comenzó con el rap y el breakdance a una edad temprana. En 1986 se convirtió en campeón holandés de rap a la edad de dieciséis años. Luego trabajó bajo los nombres artísticos de Def Rijmen y Def Rhymz. En los años siguientes formó el dúo de rap Supersonic Cru junto con DJ Git Hyper. En 1993, Bouman participó en la canción " Mockin' Bird Hill " del grupo de reggae Roots Syndicate, que se convirtió en un éxito número uno en los Países Bajos. En 1999, Def Rhymz grabó la canción " Doekoe " ( Sranantongo por dinero). La canción se convierte en un gran éxito. Junto con el grupo Postmen de Rotterdam, Def Rhymz grabó la versión de Doe Maar " De Bom " ese mismo año. En el año 2000, Def Rhymz se comprometió a poner en contacto a los jóvenes holandeses y a los jóvenes solicitantes de asilo.
En 2001 se lanzó su álbum "De Goeiste" (más tarde "De Allergoeiste"). Este álbum contiene los éxitos "Puf" , "Schudden" , "Ze Chase Me" y "I am not stoppe". Schudden contiene una muestra de DJ Jeans Love come home, quien también contribuye en ella. Lloyd de Meza proporcionó la voz para el coro. Su segundo álbum "Hoorgasm" fue lanzado en 2002. En 2003 grabó el disco "Toerkse Brief Aan Die Minister" en el que interpreta a un joven turco pobre que no está satisfecho con la situación de nuestro país ("no es bueno, no es bueno").
En 2008, Def Rhymz se asoció con DJ Kicken con un regreso, el sencillo " Sneakers ". En 2012 realizó un remix y versión holandesa del tema " Danza Kuduro ".
Además de rapear, Bouman era dueño de dos restaurantes. 

## Temática de sus composiciones
Sus letras a menudo son de tono sexista, con humor y mealy. Entre los temas más populares de su autoría se encuentran "Doekoe" y "Puf / Schudden". Como rapero fue uno de los dos distinguidos con el Premio TMF. Def Rhymz rapea desde 1984, por lo que forma parte de la primera generación de raperos de los Países Bajos.

## Salud y muerte
Desde 2020, Bouman ha sido sometido a tres operaciones cardíacas porque su válvula cardíaca izquierda (tricúspide) no funcionaba. Un corazón solidario garantizó entonces la circulación sanguínea en su cuerpo y estaba esperando un corazón donado.
Bouman murió el 24 de marzo de 2024 en un hospital de Utrecht a la edad de 53 años debido a complicaciones severas de una insuficiencia cardíaca crónica agudizada. 